# Stotzheim (Euskirchen)
Stotzheim is een plaats in de Duitse gemeente Euskirchen, deelstaat Noordrijn-Westfalen, en telt 4186 inwoners (2006).